# KZ-Außenlager Münchmühle

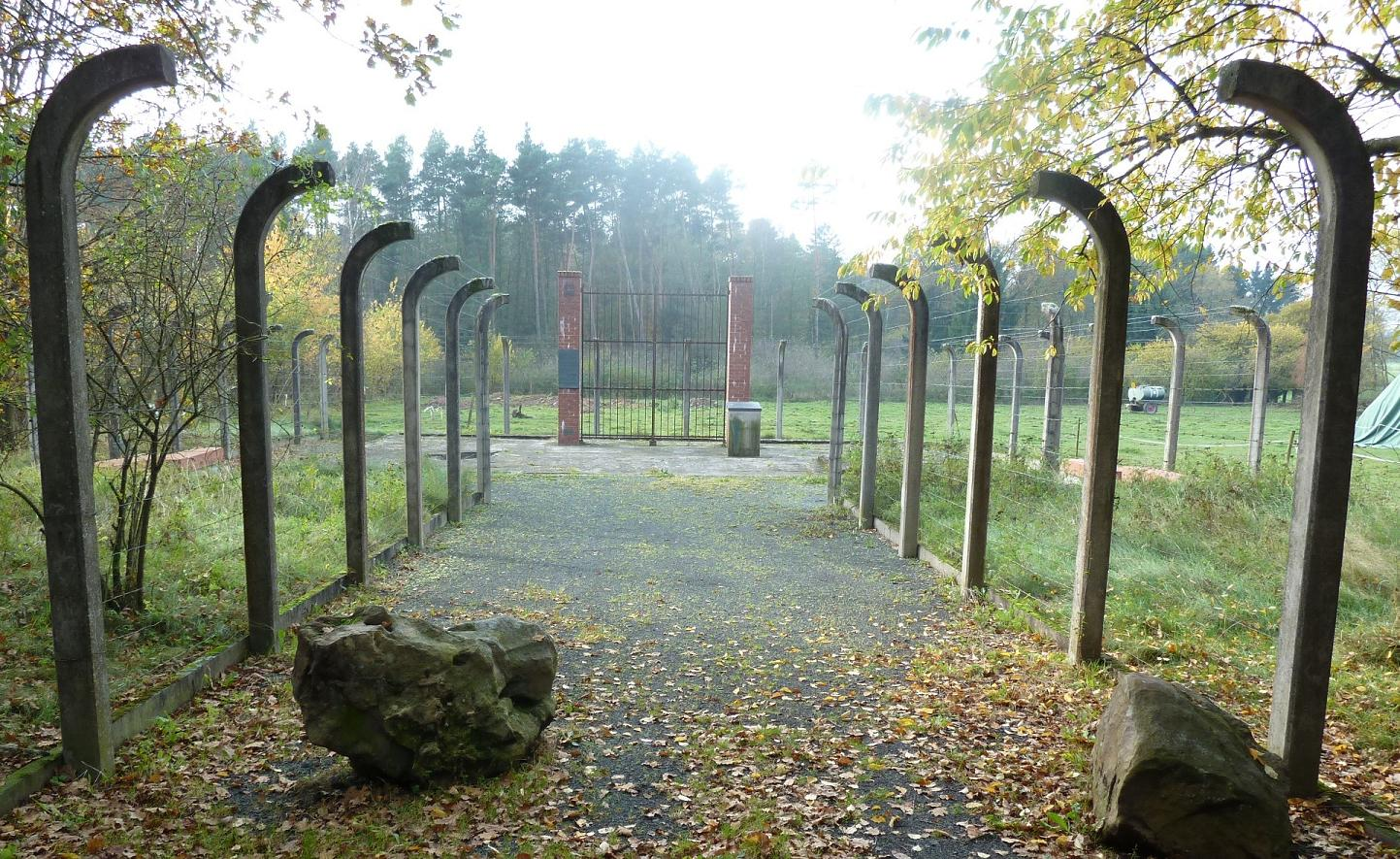
Die Gedenkstätte des KZ-Außenlagers wurde auf dem Grundriss der Küche und Waschhalle errichtet

Das Lager Münchmühle im hessischen Stadtallendorf war ein weit entferntes Außenlager des KZ Buchenwald bei Weimar. Von August 1944 bis Ende März 1945 waren im Lager 1000 weibliche Häftlinge hauptsächlich aus Ungarn, aber auch aus der Slowakei untergebracht. Sie wurden zur Zwangsarbeit in der benachbarten Sprengstofffabrik der Gesellschaft m. b. H. zur Verwertung chemischer Erzeugnisse (kurz: Verwertchemie), einem Tochterunternehmen der Dynamit AG, eingesetzt (→ Sprengstoffwerke Allendorf und Herrenwald). Heute befindet sich hier eine Gedenkstätte.

## Lageplan
Aus Richtung Marburg auf der Bundesstraße 454 kommend, zweigt kurz vor Stadtallendorf ein schmaler Weg nach rechts zum Wald hin ab, einzig ausgewiesen durch ein weißes Hinweisschild "Gedenkstätte Münchmühle" mit schwarzem Rand. Nach etwa 300 Metern fährt man fast daran vorbei: der Eingang des 2020 renovierten Mahnmals ist markiert durch zwei große Feldsteine. Links und rechts Zäune, wie sie aus vielen Filmen von Konzentrationslagern bekannt sind. Der kurze Weg dazwischen führt zur eigentlichen Gedenkstätte, einer steinernen Tafel mit dem Grundriss des ehemaligen Lagers, gerahmt von zwei gemauerten Stelen mit einem eisernen Tor. An der linken Stele sind oben die Jahreszahlen des Bestehens des Lagers befestigt. In lesbarer Höhe eine Plakette mit einem kurzen Abriss der Geschichte in deutscher und hebräischer Sprache. Hinter diesem Tor befindet sich der Zaun, auf dessen Pfosten die Namen der ermordeten Frauen zum Gedenken mahnen.